# یواس‌اس آر-۶ (اس‌اس-۸۳)
یواس‌اس آر-۶ (اس‌اس-۸۳) (به انگلیسی: USS R-6 (SS-83)) یک زیردریایی بود که طول آن ۱۸۶ فوت ۲ اینچ (۵۶٫۷۴ متر) بود. این زیردریایی در سال ۱۹۱۹ ساخته شد.